# Anderstorp Raceway
De Anderstorp Raceway, voorheen Scandinavian Raceway genaamd, is een racecircuit in Anderstorp in Zweden.
Het werd ontworpen door Sven Åsberg en aangelegd in een vlak moeraswoud. Het achterste rechte stuk was vroeger een startbaan. Er werden zes Formule-1 Grands Prix verreden in de jaren zeventig op het 3,2 km lange circuit dat vermaard was om z'n onvoorspelbare uitslagen. Ook wonnen er een paar vreemde auto's. Zo waren er de overwinningen van Scheckter in z'n Tyrrell P34 op zes wielen, en die van Lauda met z'n Brabham met achteraan een ventilator, een systeem dat later verboden werd. Anderstorp was toen zeer populair, mede door de aanwezigheid van de Zweedse coureurs Ronnie Peterson en Gunnar Nilsson, maar beide stierven een paar maanden na de wedstrijd van 1978. Peterson na z'n crash in Monza, Nilsson aan kanker. Met hen ging ook de Zweedse grand prix ten onder.

## Winnaars Formule 1
| Winnaars Grand Prix van Zweden | Winnaars Grand Prix van Zweden | Winnaars Grand Prix van Zweden | Winnaars Grand Prix van Zweden |
| Jaar                           | Coureur                        | Team                           |                                |
| ------------------------------ | ------------------------------ | ------------------------------ | ------------------------------ |
| 1973                           | Denny Hulme                    | Mclaren                        |                                |
| 1974                           | Jody Scheckter                 | Tyrrell                        |                                |
| 1975                           | Niki Lauda                     | Ferrari                        |                                |
| 1976                           | Jody Scheckter                 | Tyrrell                        |                                |
| 1977                           | Jacques Laffite                | Ligier                         |                                |
| 1978                           | Niki Lauda                     | Alfa Romeo                     |                                |